# SE River Plate
Der Sociedade Esportiva River Plate, in der Regel nur kurz  River Plate genannt, ist ein Fußballverein aus Carmópolis im brasilianischen Bundesstaat Sergipe.

## Erfolge
- Staatsmeisterschaft von Sergipe: 2010, 2011
- Staatsmeisterschaft von Sergipe – Segunda Divisão: 2009

## Stadion
Der Verein trägt seine Heimspiele im Estádio Fernando França in Carmópolis aus. Das Stadion hat ein Fassungsvermögen von 5000 Personen.

## Trainerchronik
Stand: August 2021
| Trainer          | Nation    | von             | bis               |
| ---------------- | --------- | --------------- | ----------------- |
| Nadélio Rocha    | Brasilien | 2009            | 2010              |
| Ailton Silva     | Brasilien | 2011            |                   |
| Gilmar Iser      | Brasilien | 2011            |                   |
| Aílton Silva     | Brasilien | 1. Februar 2011 | 31. Dezember 2011 |
| Luiz Carlos Cruz | Brasilien | 2012            |                   |
| Dário Lourenço   | Brasilien | 2012            | 2013              |
| Edmilson Santos  | Brasilien | 2013            |                   |